# Rancho de Sheri
El Rancho de Sheri, originalmente Sheri's Ranch, es un burdel legal con licencia en el estado estadounidense de Nevada situado en Pahrump. A diferencia de otros burdeles del estado, se presenta como un complejo turístico, con habitaciones y mobiliario de lujo, bar deportivo, pistas de tenis, spa y piscina al aire libre.
En enero de 2001, el negocio fue adquirido por Chuck Lee, detective de homicidios retirado de Chicago durante 20 años, antiguo propietario de una tienda de AT&T y dueño de un concesionario de coches de Las Vegas (Nevada). La escritora Lora Shaner, antigua madame del burdel, escribió en 1998 un libro sobre sus experiencias, Madam: Chronicles of a Nevada Cathouse, reeditado y ampliado en 2001 como Madam: Inside a Nevada Brothel.
En 2004, el burdel recaudó 7 000 dólares para un centro de ancianos para que pudieran seguir recibiendo sus «comidas sobre ruedas».
En 2005, el local solicitó cambios en la zonificación local de Pahrump para construir una subdivisión residencial de más de 700 viviendas y 130 hectáreas conocida como Mountain Shadows Resort. Sheri's Ranch se encuentra junto a otro burdel legal, el Chicken Ranch.

## Menciones en los medios
Sheri's Ranch apareció en la serie de la BBC Panorama sobre la importancia del sexo seguro, las medidas preventivas adoptadas para evitar la contracción del VIH y otras ETS por parte de las trabajadoras sexuales de los burdeles de Nevada.
Sheri's Ranch apareció en el programa de A&E, Gene Simmons Family Jewels, mientras Gene Simmons investigaba para una próxima novela. Entrevistó allí a Scarlett y Tawny Brie como parte de su investigación. También hizo presencia en el documental de CMT Morgan Spurlock Presents Freedom! The Movie.
El burdel apareció en el artículo de Business Insider «Inside a Nevada Brothel», escrito por Dylan Love.
The Guardian presentó Sheri's Ranch en un artículo de 2015 sobre el estado actual de la industria de los burdeles de Nevada escrito por Daniel Hernández.
Un episodio del podcast Vital Vegas Podcast presentó un recorrido habitación por habitación del Sheri's Ranch, incluyendo una entrevista con una madame y una trabajadora sexual.
El popular podcast Let Me Tell You About presentó el burdel en un episodio de una hora de duración, en el que uno de los presentadores cuenta cómo perdió la virginidad con una de las trabajadoras del sexo.
También apareció en la serie original de Showtime Ray Donovan en el episodio «Las Vegas».